# Just Right
Just Right è il terzo EP del gruppo musicale sudcoreano Got7, pubblicato il 13 luglio 2015.

## Descrizione
JYP Entertainment annuncia l'uscita di un nuovo disco dei Got7 il 29 giugno 2015, mentre l'8 luglio vengono svelate le tracce.
Just Right è stata composta e prodotta dal duo The Jackie Boyz, formato da Carlos e Steven Battey, mentre il testo è di J.Y. Park, e combina melodie pop ai ritmi energici del southern hip hop. Il brano è cantato dalla prospettiva di un fidanzato che incoraggia la propria ragazza in merito all'aspetto fisico di quest'ultima, rassicurandola e dicendole che è perfetta così com'è. Il disco, che esce il 13 luglio a mezzanotte insieme al video musicale di Just Right, vede JB scrivere il rap di Mine con lo pseudonimo Defsoul, e Jackson e Mark quello di Back To Me. Before the Full Moon Rises parla di un amante che non vuole ancora separarsi dal partner.

## Accoglienza
I critici della webzine coreana Idology hanno avuto opinioni miste sul disco. Kim Yoon-ah ha affermato che il groove rilassato di Just Right rappresentasse il colore unico dei Got7, mantenuto sin dal debutto, ma si è detta non convinta dalle canzoni perché non sembravano essere riuscite a tenere il passo con la crescita dei membri, indicando Back To Me come l'unico brano bilanciato. Oyo ha ritenuto che l'energia andasse dispersa alternandosi tra tracce hip hop e R&B, mostrando tanto di tutto, ma senza una direzione chiara in mente, mentre Yoo Je-sang l'ha indicato come un disco facile da ascoltare per chiunque, avendo adattato con successo il sound degli anni Novanta all'era contemporanea. Block ha giudicato i brani interessanti e divertenti.

## Tracce
1. Just Right (딱 좋아?, Ttak joh-aLR) – 3:43 (testo: J.Y. Park "The Asian Soul" – musica: Carlos Battey, Steven Battey, Gavin Jones, Charles "Chizzy" Stephens III, C Minor, Jay Dmuchowski)
2. Before the Full Moon Rises (보름달이 뜨기 전에?, Boreumdar-i tteugi jeon-eLR) – 3:34 (Mr. Cho, Cheongdam-dong Keonu Park)
3. My Reaction (온몸이 반응해?, Onmom-i ban-eunghaeLR) – 3:41 (Joul of Princess Disease)
4. Nice – 3:05 (testo: Noday, Tommy Park – musica: Tommy Park)
5. Mine – 3:51 (testo: Jung Joo-hee, Defsoul (JB) – musica: Joe J. Lee "Kairos")
6. Back To Me – 3:10 (testo: Yoon Jong-sung (Sum People), Jang Jung-seok (Sum People), Jackson Wang, Mark Tuan – musica: Yoon Jong-sung (Sum People), Jang Jung-seok (Sum People))

## Formazione
- Mark – rap
- JB (Defsoul) – voce
- Jackson – rap
- Junior – voce
- Youngjae – voce
- BamBam – rap
- Yugyeom – voce

## Successo commerciale
Dopo l'uscita, Just Right si è classificato terzo in Corea del Sud sulla Gaon Weekly Album Chart, vendendo 61 119 copie nel mese di luglio. È stato il venticinquesimo disco più venduto in Corea del Sud nel 2015 con 90 539 copie a fine anno.
Il brano omonimo è arrivato terzo sulla Billboard World Digital Songs Chart.

## Classifiche

### Classifiche settimanali
| Classifica (2015) | Posizione massima |
| ----------------- | ----------------- |
| Corea del Sud     | 3                 |

### Classifiche di fine anno
| Classifica (2015) | Posizione |
| ----------------- | --------- |
| Corea del Sud     | 25        |